# Estación de ferrocarril de Quilon Junction
La estación de tren de Quilon Junction or Kollam Junction (en malayalam കൊല്ലം ജംഗ്‌ഷൻ), comúnmente conocida como estación de tren de Quilón, es la principal estación de tren de Kollam, una ciudad del estado de Kerala en la India. Se encuentra cerca del centro de la ciudad, Chinnakkada. Es una de las estaciones de tren más transitadas de la India y la más grande de Kerala.
Se encuentra a 1,3 km de la parada de autobús KSRTC Kollam y a 1,9 km del puerto marítimo de Kollam. Es la segunda estación de tren más grande de Kerala en términos de superficie y la más grande en términos de número de vías.

## Historia
Kollam était la cinquième ville du Kerala à être reliée aux chemins de fer indiens. En 1904, la línea ferroviaria que dependía de Chennai à Kollam vía Madurai a été achevée et la gare de Quilon a été ouverte par le roi Rama Varma du royaume de Travancore.
El 4 de enero de 1918, la línea ferroviaire est prolongée jusqu'à Chala à Thiruvananthapuram (capital del Estado de Kerala) vía la Paravur.